# AC Sociable
AC Sociable — пассажирская версия Auto Carrier 1907 года с водителем и пассажиром рядом (2-местный) или с водителем сзади (3-местный), представлял собой открытый двухместный трицикл для прогулок. 
На момент 1912 года Sociable был самым популярным «мотомобилем» в Великобритании. Во многом это было связано с низкой стоимостью машины, и даже маленький одноцилиндровый двигатель не смущал покупателей. Всего было выпущено более 1800 машин.
Модель широко экспортировалась по всей Британской империи и за ее пределами, Sociable стала для многих первым опытом работы с механическим транспортом. Многие частные владельцы участвовали в популярных в то время испытаниях надежности своих автомобилей Sociables, а один из них даже установил рекордную скорость в 47 миль в час (75,6 км/ч) в Бруклендсе.